# Leistungsklasse A 1992/93
Die Saison 1992/93 der Leistungsklasse A war die vierte Austragung der höchsten Spielklasse im Schweizer Fraueneishockey und zugleich die siebente Schweizer Meisterschaft. Den Titel gewann zum ersten Mal in der Vereinsgeschichte die Frauenmannschaft des SC Lyss, während der in den Vorjahren dominierende Grasshopper Club Zürich in die Leistungsklasse B abstieg.
Star der Mannschaft des SC Lyss war die finnische Topstürmerin Riikka Nieminen.

## Tabelle
Abkürzungen:S = Siege, U= Unentschieden, N = Niederlagen
| Rang | Verein           | Spiele | S  | U | N  | Tore   | Punkte |
| ---- | ---------------- | ------ | -- | - | -- | ------ | ------ |
| 1.   | SC Lyss          | 20     |    |   |    | –:–    | 36     |
| 2.   | DHC Langenthal   | 20     | 14 | 1 | 4  | 175:77 | 31     |
| 3.   | EV Zug           | 20     |    |   |    | –:–    | 25     |
| 4.   | EHC Bülach       | 20     |    |   |    | –:–    | 14     |
| 5.   | SC Weinfelden    | 20     |    |   |    | –:–    | 13     |
| 6.   | Grasshopper Club | 20     | 0  | 1 | 19 | –:–    | 1      |